# Butia (Ionia)
Butia (in greco antico: Βούθεια?) era una colonia Ionia dell'antica Grecia, attualmente in Turchia.

## Storia
Fece parte della lega delio-attica visto che è menzionata nel registro delle città tributarie di Atene almeno tra il 454 e il 426 a.C.. In alcuni di questi registri appare come parte del territorio di Eritre. Viene menzionata anche da Stefano di Bisanzio.
Non si conosce l'esatta ubicazione, anche se qualcuno la porrebbe nel sito dell'attuale Ilıca.